# Баркли (језеро)
Баркли (енгл. Lake Barkley) је вештачко језеро у Сједињеним Америчким Државама. Налази се на територији америчких савезних држава Кентаки и Тенеси. Површина језера износи 236 km².